# Кокоа андійський
Коко́а андійський (Xiphorhynchus triangularis) — вид горобцеподібних птахів родини горнерових (Furnariidae). Мешкає в Андах.

## Підвиди
Виділяють чотири підвиди:
- X. t. triangularis (Lafresnaye, 1842) — Анди на заході Венесуели, в Колумбії, Еквадорі і Перу (на південь до річки Мараньйон);
- X. t. hylodromus Wetmore, 1939 — Прибережний хребет Анд (північна Венесуела);
- X. t. intermedius Carriker, 1935 — східні схили Анд в центральному Перу (Паско, Хунін, Куско);
- X. t. bangsi Chapman, 1919 — східні схили Анд на південному сході Перу та в Болівії.

## Поширення і екологія
Андійські кокоа мешкають у Венесуелі, Колумбії, Еквадорі, Перу і Болівії. Вони живуть у вологих гірських тропічних лісах Анд та на узліссях. Зустрічаються на висоті від 1000 до 2400 м над рівнем моря.